# Juan t'Kint de Roodenbeke
Juan  Marie Ghislain François-de Borgia Luc Fernand Bosco Pascal graaf t'Kint de Roodenbeke (Ukkel, 1 april 1934 – Bachte-Maria-Leerne (Kasteel van Ooidonk), 12 september 2013) was een Belgisch politicus.

## Levensloop
Baron (graaf vanaf 1990) Juan t'Kint de Roodenbeke was een lid van de familie t'Kint de Roodenbeke. Hij was de oudste van de vier kinderen van graaf Henri II t'Kint de Roodenbeke en Marie-Louise Houtart, tevens was hij de achterkleinzoon van Arnold t'Kint de Roodenbeke en de kleinzoon van Juan (Jean) t'Kint de Roodenbeke, beiden burgemeester van Bachte-Maria-Leerne. 
Na lagere en middelbare studies bij de jezuïeten (Sint-Barbaracollege te Gent en het Sint-Jan Berchmanscollege te Brussel) en de benedictijnen (Sint-Andriesabdij en Maredsous), vervulde hij zijn legerdienst van 1954 tot 1956. Hij promoveerde vervolgens tot licentiaat handels- en financiële wetenschappen. In 1960 begon hij aan zijn beroepsloopbaan bij de Assurances Générales. In 1965 werd hij kabinetsmedewerker bij de ministers van Verkeerswezen en Toerisme Yves Urbain en Alfred Bertrand. In 1970 werd hij protocolchef van Brussel Nationaal in Zaventem en van 1971 tot 1993 was hij 'public affairs manager' en hoofd van het departement Communicatie bij IBM.
In 1965 werd hij verkozen tot gemeenteraadslid en benoemd tot burgemeester van Bachte-Maria-Leerne, een gemeente van 1600 inwoners. Na een eerste succesvolle ambtstermijn werd hij in 1971 herkozen, samen met acht kandidaten van zijn kieslijst, tegen één verkozene van een andere lijst. Na de fusie in 1977 met de stad Deinze, werd hij schepen van Deinze en bleef dit tot in 1982. Hij beheerde de portefeuille cultuur en bewerkstelligde onder meer de uitbreiding en de kwalitatieve verbetering van het Museum van Deinze en de Leiestreek. Hij was ook zes jaar lid van de provincieraad van Oost-Vlaanderen.
Hij was betrokken bij heel wat initiatieven in verband met de verdediging en de bevordering van het bouwkundig erfgoed in België en behartigde het historisch erfgoed en de geschiedenis van de streek van Deinze. Daarnaast was hij voorzitter van het Comité Oost-Vlaanderen van de Vereniging van de Adel, de Koninklijke Vereniging van de Ommegang, de Club van officieren van de Gidsen en van de familievereniging t'Kint de Roodenbeke.
Na het overlijden van zijn vader, en het beëindigen van zijn professionele loopbaan, nam Juan t' Kint de verantwoordelijkheid op zich voor het kasteel van Ooidonk en het domein eromheen. Hij zette de restauratie van het kasteel verder en restaureerde ook een aantal nevengebouwen, zoals de koetshuizen, de kapel, de 'Kapelanij' en de 'Blauwe Poort'. In 1995 werd de 400ste verjaardag van het kasteel van Ooidonk gevierd, en, voor zijn overlijden, nam hij nog de nodige beslissingen voor het vieren in 2014 van 150 jaar aanwezigheid van de familie t'Kint in Ooidonk. Zijn oudste zoon Henry (Henri III) volgde hem op.

## Onderscheidingen
- Officier in de Leopoldsorde
- Officier in de Kroonorde
- Ridder in de Orde van Adolph van Nassau
- Commandeur in de Orde van het Heilig Graf van Jeruzalem
- Kruis van Verdienste van de Soevereine Orde van Malta